# René Woltrager
René Woltrager est un footballeur français né le 2 juillet 1945 à Pont-à-Mousson. Il évolue au poste de défenseur.
Il a disputé 42 matchs dans le championnat de France de Division 1 et 186 matchs en Division 2.

## Palmarès
- Vice-champion de France de Division 2 en 1970